# Jeneane Prevatt
Jeneane Prevatt, Jyoti je americká psychoteprapeutka která se zabývá objevováním ženské spirituality.

## Poslání
Jeneane Prevatt, Jyoti, Ph.D. se zabývá lidským růstem a snaží se budovat komunity, kde se budou lidé rozvíjet. Přednáší a pořádá semináře, byla i v Praze. Ve své knize „Anděl zavolal mé jméno“ popisuje autorka svůj vlastní duchovní růst. Píše, jak začala objevovat svou spiritualitu a jak se postupně začala měnit. Jedná se o inspirativní knihu, která může ukázat cestu k přeměně a začlenění duchovního života do toho běžného, každodenního.

### Až promluví babičky
Jednou měla vizi dát dohromady moudré staré ženy celého světa, což zrealizovala a je zpracováno v knize Pro příštích sedm generací. V některých domorodých amerických kulturách kmenoví náčelníci s radou starších žen konzultovali veškerá rozhodnutí, která se  dotýkala celé společnosti. Kniha představuje vhledy a návody třinácti domorodých babiček z pěti kontinentů, z nichž některé jsou žijícími legendami svých národů. Tyto ženy nabízejí moudrost, kterou můžeme využít ve svých rodinách a kulturách pro zlepšování fyzického a mentálního zdraví, pro potírání násilí, válek a chudoby.

## Dílo
Joyti: Anděl zavolal mé jméno, překlad Michal Strenk a Michael Vančura, DharmaGaia, 2000, ISBN 80-85905-84-1